# 灘黒岩水仙郷

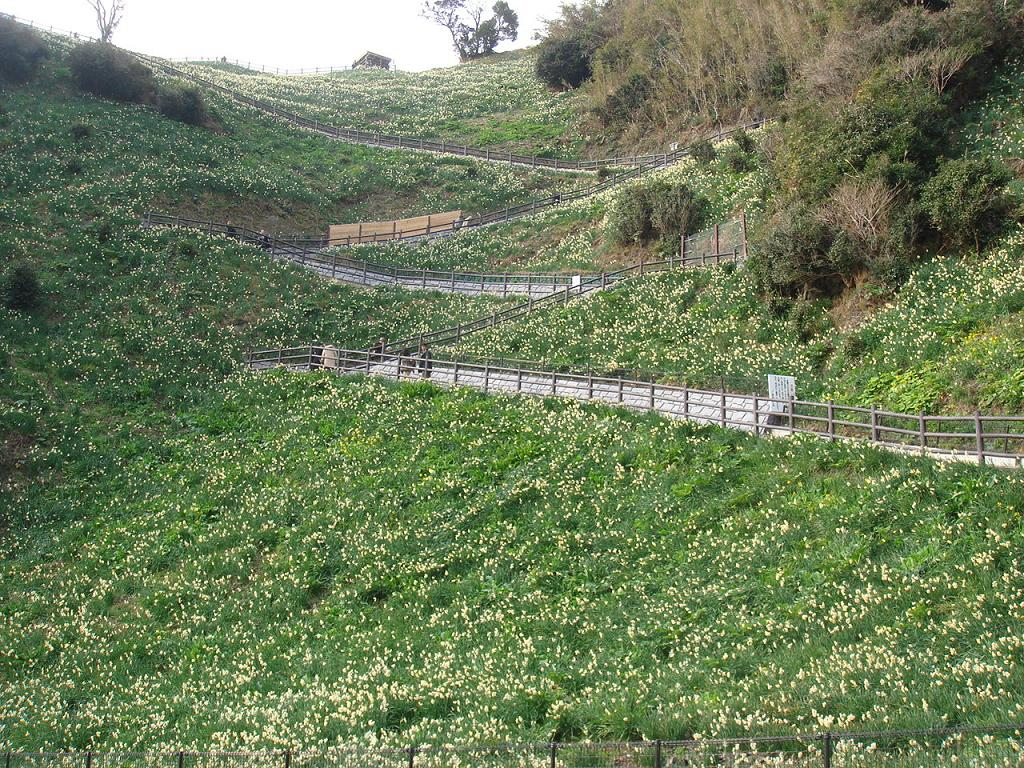
灘黒岩水仙郷

灘黒岩水仙郷（なだくろいわすいせんきょう）は、兵庫県南あわじ市（旧南淡町）灘黒岩に位置するスイセンの群生地である。日本三大群生地の一つ。

## 概要
諭鶴羽山から紀伊水道に続く斜面約7haに、約500万本のニホンズイセンが自生する。道路標識や看板によっては黒岩水仙郷や灘水仙郷とも表記される。
船山馨の小説『お登勢』のヒロインお登勢は灘黒岩の出身という設定である。
江戸時代に付近に住む漁師が海岸に漂着したスイセンの球根を山に植えたのが始まり。群生地となり、1950年代からは地元住民が主体となって整備されるようになった。兵庫県内のみならず近畿各府県からの観光客が訪れる一大名所となっている。

## 施設
1950年代からは地元住民が主体となって管理され、1977年（昭和52年）には民間で管理棟が建設された。1996年（平成8年）に旧南淡町が用地や建物を買収して公営施設化され、住民団体「灘・沼島ふるさと会」が指定管理者に指定されてきた。
冬季限定で開園していたが、老朽化のため2022年（令和4年）から2023年（令和5年）にかけて管理棟の建て替えや園内の遊歩道整備などが行われ（工事期間中は休園）、2023年12月のリニューアルオープン後は通年営業の施設となる。
2023年（令和5年）12月25日、鉄筋コンクリート造2階建ての新施設の竣工式が行われた。2階にはカフェの「ふくカフェ」が入り、屋上は展望フロアで紀伊水道が一望できるとして開放する。

## 交通アクセス
- 自家用車 - 神戸淡路鳴門自動車道の西淡三原インターチェンジから、県道31号及び県道76号（阿万バイパス・南淡路水仙ライン）経由で約30km。水仙郷までほぼ道なりに進んで行くことが出来る。

- 公共交通機関
  - 開花時期のシャトルバス -
    - 福良港のなないろ館前発着。灘黒岩水仙郷往復。
    - 洲本温泉発着。立川水仙郷を経由して灘黒岩水仙郷までを往復。

  - 路線バス - コミュニティバスの「らん・らんバスすいせん号」が1日5本。ただし高速バス停留所の陸の港西淡発着便は一部便のみ。

## 周辺情報
- 慶野松原（国の名勝）
- 鳴門海峡（鳴門の渦潮）
- 南あわじ市滝川記念美術館玉青館

## 関連記事
- ナルキッソス (ゲーム)(ゲームの舞台)
- 立川水仙郷